# Serguei Vassílievitx Lébedev
|  | Aquest article tracta sobre el químic rus. Vegeu-ne altres significats a «Serguei Lébedev». |

Serguei Vassílievitx Lébedev   (Lublin, 13 de juliol de 1874 (Julià) - Sant Petersburg, 2 de maig de 1934) va ser un químic rus/soviètic que va sintetitzar per primera vegada el polibutadiè, el primer cautxú sintètic, el 1910.

## Biografia
Lébedev va néixer a Lublin el 1874 i assistí a escola a Varsòvia. Ambdues ciutats són avui poloneses, però en aquells dies pertanyien a l'Imperi Rus. El 1900 es graduà a la Universitat de Sant Petersburg i trobà feina a la Fàbrica de Margarina de Sant Petersburg. El 1902 va entrar a l'Institut d'Enginyeria de Ferrocarrils de Sant Petersburg i a continuació va traslladar-se d'universitat en universitat durant dos anys, fins que el 1904 va tornar a Sant Petersburg per treballar al costat d'Alekséi Favorski. El 1915 fou nomenat professor a l'Institut Pedagògic Femení de Sant Petersburg i el 1925, director del Laboratori del Petroli (anomenat Laboratori de Resines Sintètiques a partir de 1928) de la Universitat de Sant Petersburg. El 1932 també fou nomenat membre de l'Acadèmia de les Ciències de la Unió Soviètica. Va morir l'any 1934 a Leningrad i fou enterrat al cementiri Tijkvin.

## Obra
Lébedev es va dedicar sobretot a la polimerització d'hidrocarburs amb dos dobles enllaços («diens»). Va ser el primer a investigar la polimerització del butadiè (1910-1913). El 1910 va ser el primer a sintetitzar polibutadiè, el primer cautxú sintètic. El seu llibre Investigació en la polimerització d'hidrocarburs bi-etilénics (1913) va esdevenir la referència clau per a tots els estudis sobre cautxú sintètic. A partir de 1914 va estudiar la polimerització de monòmers d'etilè, desenvolupant mètodes industrials per a fabricar cautxú butilè i polisobutilè. Entre 1926 i 1928, Lébedev va desenvolupar un procés per a obtenir butadiens a partir d'etanol en una sola etapa.
El 1928 va desenvolupar un mètode industrial per a produir polibutadiè usant sodi metàl·lic com a catalitzador. Aquest mètode va esdevenir la base per a la indústria soviètica del cautxú sintètic. Abans de 1940, la Unió Soviètica tenia la indústria més gran de cautxú sintètic del món, produint-ne més de 50.000 tones per any. Durant la Segona Guerra Mundial, el procés de Lébedev per aconseguir butadiè de l'alcohol etílic també va ser utilitzat per la indústria alemanya.
Una altra important contribució de Lébedev va ser l'estudi de la cinètica d'hidrogenació de les olefines i el desenvolupament de diversos olis lubrificants per a motors d'aviació. El 1932, Lébedev va esdevenir membre de ple dret de l'Acadèmia de Ciències de l'URSS.
L'any 1945 l'Institut Nacional del Cautxú Sintètic va ser reanomenat "Institut Lébedev" en el seu honor.